# Dukagjinské knížectví
Dukagjinské knížectví (albánsky Principata e Dukagjinit) bylo ve 14. a 15. století jedno z albánských knížectví, kterému vládli přední členové rodu Dukagjinů. Rozkládalo se na území severní Albánie a západní části Kosova. Centrem bylo město Lezhë. Dukagjinové se podíleli zformování Lezhské ligy.